# Egira baueri
Egira baueri är en fjärilsart som beskrevs av John S. Buckett 1967. Egira baueri ingår i släktet Egira och familjen nattflyn. Inga underarter finns listade i Catalogue of Life.